# حسین‌قلی‌لار (تووز)
حسین‌قلی‌لار (به لاتین: Hüseynqulular) یک منطقه مسکونی در جمهوری آذربایجان است که در شهرستان تووز واقع شده است. حسین‌قلی‌لار ۷۷ نفر جمعیت دارد.